# 黑玄燕鷗
，是鸻形目鸥科的一种鸟类。

## 特征
玄燕鸥体重约112.44克，翼长约222毫米，嘴峰长约49.5毫米，喙宽度约4.2毫米，喙厚度约6.5毫米，跗蹠长约21.9毫米，尾长约114毫米。玄燕鸥是部分迁徙的鸟类，其栖息在开放的海洋及海岛环境中，食性为肉食性，主要食物来源是水生动物。

## 亚种
- ：分布于中美洲和委内瑞拉附近的岛屿；小安的列斯群岛。
- ：分布于夏威夷群岛。
- ：分布于克利珀顿岛（墨西哥西部附近）和科科斯岛（哥斯达黎加附近）。
- ：分布于卡维利岛和图巴塔哈珊瑚礁（苏禄海）。
- ：分布于澳大利亚东北部和新几内亚至图阿莫图群岛。
- ：分布于马库斯岛和威克岛穿过密克罗尼西亚至加罗林群岛。
- ：分布于圣赫勒拿和邻近的南大西洋岛屿至几内亚湾。[4]